# Orsonwelles falstaffius
Espèce
Orsonwelles falstaffius est une espèce d'araignées aranéomorphes de la famille des Linyphiidae.

## Distribution
Cette espèce est endémique de Maui à Hawaï,.

## Description
Les mâles mesurent de 8,06 à 9,92 mm et les femelles de 10,42 à 11,84 mm.

## Publication originale
- Hormiga, 2002 : Orsonwelles, a new genus of giant linyphiid spiders (Araneae) from the Hawaiian Islands. Invertebrate Systematics, vol. 16, p. 369-448 (texte intégral).